# 砂時計 (漫画)
『砂時計』（すなどけい、Sand Chronicles）は、芦原妃名子による少女漫画、および、それを原作とするテレビドラマ・映画・小説。『Betsucomi』（小学館）において2003年5月号から2006年7月号まで連載（本編は2005年11月号まで）された。2008年3月時点で累計発行部数は700万部を突破している。2007年にテレビドラマ化、2008年に小説化・映画化。

## 概要
- 砂時計を縦糸に、主人公の少女から大人へ至るまでの心情を緻密に描いている。
- 話の要所に島根県邇摩郡仁摩町（現：大田市）の仁摩サンドミュージアムが描かれており、ストーリーの原点ともなっている。
- コミックスは、主人公である杏の12歳から26歳までの14年間を描いた本編8巻と、彼女の周りを取り巻く人々のストーリー等を描いた番外編2巻で全10巻構成。ファンブックも刊行されている。
- 2002年『Betsucomi』9月号に掲載された「蝶々雲」はこの作品の原型である。
- 2005年、第50回（平成16年度）小学館漫画賞少女向け部門を受賞。
- 2007年3月にTBS系「愛の劇場」枠（13:00 - 13:30、JST）にてテレビドラマ化された。
- 2007年5月に、1〜30話が収録されたDVD BOX 1が発売、レンタルしている。
- 2007年6月27日に31〜60（最終話）話が収録されたDVD BOX 2が発売された。
- 2008年3月、橋口いくよによるノベライズが小学館文庫から発売される。
- 2008年4月、映画化。全国東宝系にて上映。
- 2008年11月7日に小学館より映画のDVD発売、レンタル開始。

## あらすじ
主人公の植草杏（うえくさあん）は、12歳の冬に両親の離婚を機に母親 美和子の実家・島根に越してきた。田舎独特の雰囲気をなれなれしくプライバシーがないと感じた杏。だが、近所に住む北村大悟（きたむらだいご）と知り合い、徐々にその田舎の雰囲気に慣れていくようになる。
そんな中、彼女を支える母親が仕事中に倒れてしまい、自分が「がんばれ」と言って母親を追い込んでしまったと責任を感じた杏は、母親を少しでも助けようと仕事を探す。そして大悟と共にお手伝いに行った村の地主「月島家」で、杏は同い年の月島藤（つきしまふじ）と妹の椎香（しいか）に出会う。
4人はいつしか行動を共にするようになり、杏は嫌で嫌でたまらなかったこの村に居場所を見つける。
しかしその後近くして、杏の母 美和子が生きることに疲れ、自殺をする。杏は葬式の席で、島根に来る途中に仁摩サンドミュージアムで美和子に買ってもらった砂時計を、悲しみのあまり美和子の遺影に投げつけ壊してしまう。そんな杏に大悟は、壊れた砂時計と同じものを杏に渡し、ずっと一緒にいることを約束する。杏も大悟とずっと一緒にいられるよう願う。
やがて時が経つと、杏と大悟の間には恋心が芽生えていき、2人は付き合うようになる。
しかし、杏の父親が杏を迎えに来たため、杏は高校の3年間は東京に住むことになり、2人は遠距離恋愛になってしまう。始めのころはうまくいっていた2人だったが、東京と島根という遠距離、藤のずっと募らせてきた杏への想い、椎香の大悟への想い、さらに、杏の心の奥底にはいつも母親の影が存在していて……、2人の間はゆっくりと拗れていくようになった。そして、ある事件をきっかけに、杏は大悟と別れることを決意する。
少女から大人へと成長する中で、さまざまな恋や別れを繰り返してゆく杏。しかし、杏の心の中は常に母親の存在で支配されたまま…でもそんな中に、ずっと心の支えとなっている大悟の姿も確かにあった。
周囲が徐々に新たな幸せを見つけ出していく一方、独り、杏は幸せを求め奔走していく。

## 登場人物

### 主要人物
北村（水瀬（植草）） 杏（きたむら（みなせ（うえくさ） ）あん）
本編の主人公。大悟の妻。母親の姓：植草　父親の姓：水瀬。12歳の冬に、父親の事業の失敗による両親の離婚を機に母親の故郷である島根に越して来て、大悟・藤・椎香達に出会う。15歳のときに父親と暮らすため、東京へと戻る。幼少のころは明るく気の強い性格だったが、母・美和子の自殺という大きな痛手が彼女の精神に暗い影を落とすようになった。そして成長するにつれて、母親譲りの繊細でナイーブな一面をみせるようになるが、大声で喧嘩したり怒鳴ったりと強気な性格は変わっていない。おばあちゃん仕込みの家事が得意｡ 後の婚約者となる佐倉から絶賛される程の料理の腕前。
大悟は初恋の相手であり、途中破局してからも、杏は彼の幸せを願い続けた。一時エリート商社マンの佐倉と結婚をするはずだったが、婚約破棄となる。そのことで精神的バランスを崩し自殺未遂を起こすが、大悟に発見され奇跡的に助けられた。後に大悟と結婚する。結婚後は島根に住み、介護の仕事に従事している。
北村 大悟（きたむら だいご）
杏の夫。杏が田舎に慣れず、一人泣いていた時に偶然出会った、島根での初めての友達であり初恋の相手。男らしく、実直で不器用だが、優しい性格で、杏の母が自殺してからずっと杏の生きる支えとなった。
勉学は不得意だったが、教師になりたい夢のため当時杏と別れた後に付き合っていた楢崎の協力により必死に勉強をした結果、何とか地元の国立大学に進学。大学卒業後は岡山で小学校の臨時教員になる。その折に教え子と杏が出会う。小学校の先生を目標としていた理由は、自分が小学校の時に慕っていた担任の先生にあり、大人になってもそれは変わらない様子。藤とは幼少の頃から仲が悪いが、藤が失踪した際には心配して上京してくるなど友達思いの面がある。杏と一時は破局したものの、本編・最終話では、夢であった島根県の小学校の教諭になり、直後に杏とよりを戻し後に結婚。
月島 藤（つきしま ふじ）
村の地主「月島家」の御曹司。一見クールに振舞っているが、情に厚く優しい。月島家の跡取りということもあり、成績は優秀。使用人たちの間で母親と不倫相手の間に出来た不義の子ではないかと噂され、本人も幼い頃母親の不倫現場を目撃していたため、長年そうだと信じていたが、実際は不義の子は椎香の方であり誤解だった。この問題で一時家出し、失踪したことがあり、そのため一年留年を経験している。団体行動が苦手。大悟とは恋敵ということもあり仲は悪いが、自分とは反対の性格に羨望の眼差しも持っていて、「かなわない」と思っている。杏に対しては杏と出会った12の頃から恋愛感情を持っており、杏が大悟と別れたことで一時期付き合っていた時期もあったが、うまくいかず破局。従姉・茉莉子と付き合いだし、後に両親の反対を説得して結婚する。
月島 椎香（つきしま しいか）
藤の妹で茉莉子の義妹・従妹、村の地主「月島家」の令嬢。実は母親と不倫相手との間に出来た不義の子であり、藤とは異父兄妹となる。温和でおとなしい性格に加え、端正な顔立ちで男子にもてる。そんな理由でか杏たち以外の友達はほとんどいない｡家ではほとんど用事を押し付けられることがないため、用事を頼まれるのが好きで、完全なパシリ体質。15歳の頃自分が不義の子であるという出生の秘密を知るが、誰にも言えず精神的に追いつめられてしまう。その際自分を助けてくれた大悟に恋する。17歳の時、出生の秘密・大悟への失恋・名家「月島家」の重圧により友達であった杏を巻き込み傷付けた自分の弱さから逃げるように家を出てカナダへと留学し、少しずつ自分を見出していく。後に経営学を学び、アメリカにある叔父の会社で働くことになる。

### 杏の親族
植草 美和子（うえくさ みわこ）
杏の実母。夫との離婚を機に、娘・杏を連れて島根の実家に戻ってきた。気丈に振舞う博愛主義者だが、性格は繊細でナイーブ。他人の気持ちに敏感で、人一倍周りに気を使い気を揉んでいた。そのため、離婚し島根に戻ってからしばらくして、生きることに疲れ山に入り自殺してしまう。すぐになんでも噂にし、あっという間に広がってしまう、プライバシーやデリカシーのない田舎を嫌い、実家のある村から出たがっていた。20歳の時、旅行で島根に来ていた杏の父親・水瀬正弘と出会い、後に上京し結婚。大悟の母親・広子とは高校時代からの同級生。
水瀬 正弘（みなせ まさひろ）
杏の父親。普段は頼りなくのんびりした雰囲気を持っているが、肝心な時は美和子よりもしっかりしている優しい人。大学生の頃、島根に旅行に来た際、車が壊れた際助けてくれた美和子に一目ぼれ。大学を卒業後、美和子の母親の反対を押し切り美和子を村から連れ出した。そのため、今でも美和子の母親には頭が上がらない。杏が12歳の時美和子と離婚、事業の失敗による借金を独りで背負い返済を続けた。杏が15歳の時に再び東京で二人暮らしを始める。その後、高校時代の同級生である楓と再婚し、娘を一人もうける。
植草 美佐代（うえくさ みさよ）
杏の母方の祖母であり、美和子の母親。母親が亡くなってから杏が15歳の時まで、夫（杏の祖父）と共に親代わりとして杏を育て、それ以後も杏のことを見守り支え続けた。気が強く、しっかりした女性。
水瀬（黒木） 楓 （みなせ（くろき） かえで）
杏の義理の母で、父親の再婚相手。杏の父親・正弘とは高校時代の同級生で、高校1年生の頃から片思いをしていた。職業は医師で、仕事は出来るものの、料理どころか家事も全く出来ない。杏の父親とできちゃった結婚を決め、後に千衣という女の子をもうける。さっぱりした性格。
水瀬 千衣（みなせ ちい）
杏の異母妹で、杏の父親・正弘と楓の子。杏とは19歳差だが、対等な立場でとても仲がよく、杏が大悟とよりを戻す前、杏と2人だけで仁摩のサンドミュージアムや島根の実家を訪れている。名前の由来は楓が昔飼っていた犬のチロルの愛称「チィちゃん」から命名された。

### その他
朝田 リカ（あさだ りか）
杏の友達の一人で、一番の仲良し。あだ名は朝ちゃん。みっちょん・えだっちと共に杏の小学校時代の友達にあり、高校で再会した。彼氏をしょっちゅう変えてしまうような恋多き女の子であったが、作中本気の恋に目覚めて年上の男性と交際を始める。その後、その相手と結婚し、子供を二人もうける。意外としっかり者で杏のことを常に気にかける優しい人。
平川 実茅子（ひらかわ みちこ）
杏の友達の一人。あだ名はみっちょん。電車で出会う園田に一目惚れし、後に交際を始める。しかし、22歳の時に彼に他に好きな人ができて別れ、26歳の時に園田とは別の人と結婚することになる。
えだっち
杏の友達の一人。本名：枝元。杏の友達の中で一番冷静で穏やか。本心が表に出にくいらしい。
園田 洋介（そのだ ようすけ）
杏の友達・みっちょんの彼氏で藤の友達。さわやかな好青年。みっちょんと高校時代から付き合っていたが、他に好きな人が出来たためみっちょんとは別れることになる。
楢崎 歩（ならさき あゆむ）
杏の中学時代の同級生。中学時代は大悟と同じ柔道部に所属しており、大悟に恋心を持ちアプローチしていた。そのため杏に嫉妬し、大悟が杏にあげた砂時計を隠して、あやうく杏を殺しかける。高校時代に大悟と再会した後、付き合い始めるが、20歳の時に破局。
大木 武志（おおき たけし）
杏の中学時代の同級生であり、大悟の友達。飲み会で仕切るなど、非常にノリの良い明るいキャラだが、大悟を真剣に問い詰めるシーンも見られる。
佐倉 圭一郎（さくら けいいちろう）
エリート会社に勤める商社マン。杏と婚約して結婚寸前までいくものの、結局破談。オレ様な性格で、甘えた人間、弱い人間、すぐ泣く女が大嫌いなため、周囲に敵を作りやすい。料理が出来ない。海外赴任のため渡米し、現在はニューヨーク暮らし。
月島（最上） 茉莉子（つきしま（もがみ） まりこ）
藤の妻であり椎香の義姉。藤と椎香の従姉で、藤が上京した時に居候していた家の娘。藤より2歳年上で、後に交際を始め結婚する。
月島 志津代（つきしま しずよ）
藤と椎香の母であり茉莉子の義母で、月島家の後妻。20代の頃、見合い結婚で15歳年上の夫と出会い、大阪から月島家に嫁いできた。きっぱり物事を言う、強い女性。椎香が不義の子だということに対する後ろめたさなどから、藤に冷たくあたる。
高杉 恭一（たかすぎ きょういち）
椎香の実父であり、藤と椎香の母・志津代の昔の不倫相手。性格はあまり良くないようで椎香のことも認知していない。
北村 広子（きたむら ひろこ）
大悟の母親。旧姓：小波（こなみ）。杏の母・美和子とは高校時代からの友達で、同じコーラス部に所属していた。おおらかで他人に寛容な性格だが、大悟には手厳しい。北村家を取り仕切っており、大悟も母親には逆らうことが出来ない。子供は大悟の他、大悟と9歳違いの娘・瓜がいる。
吉井
大悟が岡山の小学校で勤務中に親しくなった女性教師。生徒にまで大悟と結婚すると噂されて、杏と会った大悟の教え子もそのことを話すが、実は別の同僚教師と付き合っており、大悟が島根県の小学校教諭になった後、その同僚と結婚。大悟がそのことを島根を訪れた杏に直接話したことで大悟と杏のより戻しが進むことになる。

## ドラマCD
2005年5月25日に、フィフスアベニューより発売。原作の「12歳冬・祈り」と「15歳秋・誰そ彼」のストーリー2編で構成されている。

### キャスト
- 植草杏：神田朱未
- 北村大悟： 鳥海浩輔
- 月島藤：千葉進歩
- 月島椎香：小林沙苗
- 植草美和子：折笠愛
- 水瀬正弘：平田広明
- 黒木楓：園田恵子
- 杏の祖母：尾小平志津香

## テレビドラマ
本放送
2007年3月12日 - 6月1日まで、TBS系『愛の劇場』枠（毎週月 - 金曜の13:00 - 13:30、JST）で、全60話放送された。系列外の秋田放送と福井放送（2局とも2007年4月2日 - 6月22日放送）は、『愛の劇場』の放送時間が『午後は○○おもいッきりテレビ』（日本テレビ）がフルネット化されたのに伴い、当作品より秋田放送では16:24 - 16:54に、福井放送では15:54 - 16:24にそれぞれ変更された。
再放送
TBSでは同年10月20日から2008年3月29日まで「ドラマアンコール」枠（原則として毎週土曜日17:00 - 17:30であったが、開始時刻を繰り上げて2〜4話連続放送したケースも複数週あった）で第33話まで、第34話以降は2008年4月8日から30日まで「奥さま劇場」枠（平日9:55 - 10:50、2話連続放送、4月8日のみ10:25までの1話放送）にて再放送が行われた。ただし、11月3・10・17日の3週連続で番組編成の都合で、12月22日 - 2008年1月12日の4週連続で年末年始特編のため、および4月18日は金曜ドラマ「Around40」の初回の再放送で、4月22日は報道特番で、4月25日は「映画版ナビ」放送により休止となった。

また、TBSチャンネルでは2008年10月2日から10月5日にかけてハイビジョン放送開始を記念して1日あたり17話ずつ（5日のみ9話）を午前4時から12時（5日のみ8時10分）まで連続放送している。

### キャスト
- 水瀬（植草）杏：美山加恋（子供時代）→小林涼子（中高校生時代）→佐藤めぐみ
- 北村大悟：泉澤祐希（子供時代）→佐野和真（中高校生時代）→竹財輝之助
- 月島藤：佐藤要人（子供時代）→川口翔平（子供時代）→青柳塁斗（中高校生時代）→渋江譲二
- 月島椎香：山内菜々（子供時代）→垣内彩未（中高校生時代）→木内晶子
- 進藤あかね（大悟の婚約者（ドラマオリジナルキャスト））：小野真弓
- 水瀬正弘（杏の父）：羽場裕一
- 水瀬（黒木）楓（正弘の友人・医師）：渡辺典子
- 水瀬千衣（正弘と楓の子）：松本春姫（幼少時代）→滝澤史（小学生時代）
- 植草美和子（杏の母）：伊藤裕子
- 植草美佐代（杏の祖母）：大森暁美
- 月島志津代（藤と椎香の母）：栗田よう子
- 月島圭吾（月島家当主）：乃木涼介
- 高杉恭一（志津代の昔の不倫相手）：曽根悠多(旧名 曽根英樹)
- 北村広子（大悟の母）：大島蓉子
- 北村賢治（大悟の父）：武野功雄
- 北村瓜（大悟の妹）：吉原葵（幼少時代）→笠菜月（子供時代）→向野澪（中学生時代）

#### 島根の人たち
- 楢崎歩：悠城早矢（中高校生時代）
- 中原麻理子：佐野光来（中高校生時代）→廣瀬麻衣
- 鈴木典子（すずちゃん）：水野夏美（中高校生時代）→佐藤織恵
- 大木武志：川畑寿真（中高校生時代）
- 上野真：府金重哉（中高校生時代）
- 中学の担任の教師：崎山凛
- 大悟の高校の担任教師：若杉宏二
- 山崎昭彦（大悟のバイト先の運送会社（株）ピー・アンド・アールの社員）：佐藤二朗
- 早野（大悟のバイト先の運送会社（株）ピー・アンド・アールの社員）：加田斎
- 月島家の従業員：山崎海童
- 月島家の従業員：荒井眞理子
- 月島家の従業員：雨音めぐみ
- 田辺将太（大悟の教え子）：小林翼
- 地元の漁師：左右田一平

#### 東京の人たち
- 朝田リカ（朝ちゃん）：松山まみ（杏の高校生時代の友人）
- 平川実茅子（みっちょん）：水落日加里（杏の高校生時代の友人）
- 園田洋介（藤の高校の同級生）：柳下大（高校生時代）
- 田所遥（歌舞伎町のホステス）：坂上香織
- 杏のバイト先・喫茶Johnnyのマスター：新妻大蔵(高校生時代)
- イクミ（胡桃書房の杏の同僚）：氏家恵
- 胡桃書房の杏の同僚：KANA
- 佐倉圭一郎（商社マン、杏の婚約者）：須賀貴匡
- 佐倉久美子（佐倉の母）: 山口美也子

### スタッフ
- 原作：「砂時計」 芦原妃名子 （小学館ベツコミフラワーコミックス）
- 企画：三島圭太（TBS）
- 脚本：武田有起、藤井清美、山浦雅大
- 音楽：遠藤浩二
- 技術：松岡良治
- 撮影：関毅、吉田泰二郎
- CA：星竜太
- 映像：宮本民雄
- 照明：平岡将仙、押木佑介
- 音声：林昭一、中山寿範、星野厚
- 編集：原田文睦、清水正彦
- オフライン編集：紀伊正志
- MA：横田良孝
- タイトルバック：本田貴雄
- 音響効果：小山秀雄
- TM：平木美和
- 美術プロデューサー：小林民雄
- 美術制作：平川恵子
- 美術デザイン：中村綾香
- 装置：中尾政治
- 操作：田中裕二
- 装飾：徳田圭次、山本直樹
- 植木：西村直樹
- 建具：樋口一夫
- 電飾：三澤靖明
- 衣裳：門倉誠、平田博美
- ヘアーメイク：村田美代子、長澤亜希子
- 持道具：森香菜子
- 車輌：近藤匡央、田村直之、菊池信慈
- 企画協力：山内靖子、本間千恵（小学館・月刊ベツコミ編集部）
- 番組宣伝：井田香帆里
- スチール：大竹晶之
- 方言指導：加田斎
- プロデューサー補：新井順子
- 演出補：佐藤敦司、福田亮介、塩村香里
- 記録：根本純、森川麻衣
- 番組デスク：高梨友紀子
- 制作：小川賢治、岡安和久、渡邉新之輔
- チーフプロデューサー：貴島誠一郎
- プロデューサー：加藤章一
- 演出：松田礼人、高野英治、塚原あゆ子
- ロケーション協力：島根県波根町温泉組合、石見フィルムコミッション、松江フィルムコミッション、松江市、大田市、プラザホテルさんべ、水明館、長野県木島平村、JR西日本、JR西日本ロケーションサービス、桜川市商工観光課
- 協力：東通、アックス、日音、緑山スタジオ・シティ
- 製作：ドリマックス・テレビジョン、TBS

### 主題歌
「ひと恋めぐり」
柴咲コウによる主題歌。作詞は柴咲コウ、作曲はJin Nakamura、編曲は華原大輔、ストリングスArrは前嶋康明。

### サブタイトル
| 回数   | 第1週 - 第4週        | 回数   | 第5週 - 第8週      | 回数   | 第9週 - 第12週     |
| ------ | -------------------- | ------ | ------------------ | ------ | ------------------ |
| 第1回  | 泣き砂の伝説と恋     | 第21回 | 16才…島根の夏休み  | 第41回 | 新たな道を歩む四人 |
| 第2回  | 純愛…運命の出会い    | 第22回 | 大人への扉を叩く時 | 第42回 | 杏、砂時計を捨てる |
| 第3回  | 14年前の淡い想い出   | 第23回 | 大悟の怒り藤の帰郷 | 第43回 | 初恋の卒業溢れる涙 |
| 第4回  | 初恋の人との再会…    | 第24回 | ぎこちない同窓会…  | 第44回 | 再会…二十歳の約束  |
| 第5回  | 永遠の約束永遠の恋   | 第25回 | 初めて結ばれた夜…  | 第45回 | 運命のペンダント…  |
| 第6回  | 初恋…14才の熱い夏    | 第26回 | 最初で最後のデート | 第46回 | 8年ぶりの幼なじみ  |
| 第7回  | 渡せなかったミサンガ | 第27回 | 忘れ雪に蘇る悲劇…  | 第47回 | 26才冬…再び島根へ  |
| 第8回  | つらすぎる片想い…    | 第28回 | 椎香は大悟が好き!  | 第48回 | 空港で初恋に別れ   |
| 第9回  | サマーキャンプの誤解 | 第29回 | 優しい嘘が招く不信 | 第49回 | 初恋から大人の恋へ |
| 第10回 | 14才…初めての告白    | 第30回 | 大悟の別離の言葉…  | 第50回 | 突然のプロポーズ   |
| 第11回 | 恋と進路の悩み…      | 第31回 | 信じられぬ鉢合わせ | 第51回 | 杏の婚約と父の涙…  |
| 第12回 | 初デートで見た夕陽   | 第32回 | 突然の椎香の口づけ | 第52回 | 婚約者の母の反対   |
| 第13回 | 私を捨てた父と再会   | 第33回 | 二人を繋ぐポケベル | 第53回 | 悲しすぎる破局…    |
| 第14回 | ゆれる心…父の愛情    | 第34回 | 月島家の重大な秘密 | 第54回 | 傷心の杏、島根へ…  |
| 第15回 | 別離の日の初キッス   | 第35回 | 17才春…別れの理由  | 第55回 | さようなら最愛の人 |
| 第16回 | 東京…藤くんと再会    | 第36回 | 果たせなかった約束 | 第56回 | 初恋は終わらない…  |
| 第17回 | 遠距離恋愛特有の病   | 第37回 | もう誰にも恋しない | 第57回 | おばあちゃんの死…  |
| 第18回 | 藤くんの頬に伝う涙   | 第38回 | 淋しいクリスマス…  | 第58回 | 天国からの手紙…    |
| 第19回 | ペンダントの誓い…    | 第39回 | 修学旅行での再会…  | 第59回 | 14年分の涙と宝物…  |
| 第20回 | 大悟の上京涙の再会   | 第40回 | 二度目の恋の始まり | 最終回 | ずっと、一緒に…    |

### ロケーション（ドラマ）
- 琴ヶ浜（島根県大田市）
- 仁摩サンドミュージアム（島根県大田市）
  - ここには杏役を演じた佐藤めぐみ、小林涼子、美山加恋らのサイン色紙が飾ってある。
- 大森銀山重要伝統的建造物群保存地区 （石見銀山）（島根県大田市）
  - ドラマでは大悟が生まれ育った場所として描かれている。
  - ドラマのオープニングのタイトルバックに登場する「羅漢町橋」がある。
- 出雲大社（島根県出雲市）
- 八重垣神社（島根県松江市）
  - ドラマの銭占いのシーンに登場する「鏡の池」がある。
- 白潟公園（島根県松江市）
- 波根駅（島根県大田市）
  - ドラマでは「江田駅」となっている。
- 金村別雷神社（茨城県つくば市）

| TBS 愛の劇場                              | TBS 愛の劇場                                      | TBS 愛の劇場                              |
| 前番組                                    | 番組名                                            | 次番組                                    |
| ----------------------------------------- | ------------------------------------------------- | ----------------------------------------- |
| 結婚式へ行こう! （2006.12.18 - 2007.3.9） | 砂時計-Sands' Chronicle- （2007.3.12 - 2007.6.1） | マイフェアボーイ （2007.6.4 - 2007.7.13） |

## 映画
夏帆と松下奈緒のダブル主演で2008年4月26日全国公開された。撮影は全て2007年秋に島根と東京で行われた。
キャッチコピーは『ずっと、一緒にいたかった。』

### キャスト（映画）
- 水瀬杏：夏帆（中高校生時代）→松下奈緒
- 北村大悟：池松壮亮（中高校生時代）→井坂俊哉
- 月島藤：塚田健太（中高校生時代）
- 月島椎香：岡本杏理（中高校生時代）→伴杏里
- 植草美和子：戸田菜穂
- 水瀬正弘：風間トオル
- 植草美佐代：藤村志保
- 佐倉圭一郎：高杉瑞穂
- 朝田リカ（高校生時代）：倉科カナ
- 滝田：ト字たかお
- 大悟の父：赤堀雅秋
- 大悟の母：立石凉子

### スタッフ（映画）
- 原作：「砂時計」 芦原妃名子 （小学館ベツコミフラワーコミックス）
- 監督・脚本：佐藤信介
- 音楽：上田禎
- 主題歌：いきものがかり 『帰りたくなったよ』
- 製作：加藤嘉一、亀井修
- エグゼクティヴ・プロデューサー：濱名一哉
- プロデューサー：久保田修、武田吉孝
- 共同プロデューサー：長松谷太郎
- ライン・プロデューサー：齋藤寛朗
- 協力プロデューサー：貴島誠一郎、加藤章一、油井卓也、原田文宏
- 撮影監督：河津太郎
- 美術：斎藤岩男
- 録音：北村峰晴
- 編集：今井剛
- スタイリスト：小里幸子
- スクリプター：田口良子
- 装飾：大庭信正
- VFXスーパーバイザー：古賀信明
- キャスティング：近藤亮一
- 助監督：神徳幸治
- 制作担当：宿崎恵造
- 音楽プロデューサー：安井輝
- 制作プロダクション：IMJエンタテインメント
- 特別協力：島根県、大田市、江津市、浜田市、美郷町、斐川町、邑南町
- 製作：映画「砂時計」製作委員会（TBSテレビ、小学館、東宝、毎日放送、ドリマックス・テレビジョン、IMJエンタテインメント、電通、中部日本放送）
- 配給：東宝

### ロケーション（映画）
- 仁摩サンドミュージアム（島根県大田市）
- 島根県大田市大代町
  - 映画では杏と大悟が中学期をすごした場所という設定になっている。
  - 大代町に実在する造り酒屋が映画に登場する。
- 諏訪神社（島根県江津市）
- 川平駅（島根県江津市）
  - 映画では「辻岡駅」という名前になっている。
- 島根県立石見海浜公園（島根県浜田市）
- 出雲大社（島根県出雲市）
- 出雲空港（島根県出雲市）
- 断魚渓（島根県邑智郡邑南町）
- 原宿（東京都渋谷区）